# Hiroyuki Kiyokawa
Hiroyuki Kiyokawa (清川 浩行, Kiyokawa Hiroyuki) est un footballeur japonais né le 3 juin 1967.

## Palmarès de joueur
- Champion du Japon de D2 en 1991 avec le Kashiwa Reysol